# أبراهام برلينر
ابراهام برلينر (بالألمانية: Abraham Berliner)‏ (و. 1833 – 1915 م) هو مؤرخ ألماني، توفي في برلين، عن عمر يناهز 82 عاماً.
تلقى أبراهام تعليمه الأولي من والده، الذي كان معلما، ثم أكمل تعليمه لدى عدة حاخامات، إلى جانب الإستعداد للدراسة بجامعة لايبتزغ، حيث تحصل على الدكتوراه في الفلسفة.

## التعليم
تعلم في جامعة لايبتزغ.